# Fontanna Pauckscha
Fontanna Pauckscha – fontanna w Gorzowie Wielkopolskim.
W 1896 roku gorzowski przedsiębiorca Hermann Paucksch (właściciel firmy: Maschinenbauanstalt und Dampfkesselfabrik H. Paucksch AG) ufundował nazwaną jego imieniem fontannę uruchomioną w 1897 roku. Rzeźbiarz Cuno von Uechtritz-Steinkirch stworzył w basenie smukły kamienny słup, na którym umieścił brązową figurę silnej kobiety. Nosiwoda, zwana potocznie Bamberką, niesie na ramionach koromysło, na którego łańcuchach zawieszone są wiadra. Postać symbolizuje pracowitość gorzowian i życiodajność Warty. U stóp kobiety siedzą trzy figury dzieci, które symbolizują ówczesne podstawy gospodarki miasta. Chłopiec z młotem i kołem zębatym symbolizuje przemysł, dziewczynka z wędką rybołówstwo, a dziewczynka z siecią i statkiem, płynącym w zbiorniku u stóp głównej figury żeglugę.
Fontanna znajduje się na Starym Rynku obok Katedry Wniebowzięcia Najświętszej Marii Panny. Obecna rzeźba jest wierną rekonstrukcją oryginału, który pod koniec II wojny światowej został zdemontowany i przetopiony na cele wojenne przez Niemców.
W drugiej połowie lat 70. XX wieku na fontannie umieszczono „Prządki” – rzeźbę autorstwa gorzowskiej artystki Zofii Bilińskiej.
W latach 90. XX wieku Bilińska przygotowała wierną kopię przedwojennego oryginału trzech figur umieszczonych na fontannie. Zrekonstruowane przez rzeźbiarkę sylwetki zaakceptowała specjalna komisja składająca się z byłych niemieckich mieszkańców Landsberga, rzeczoznawców Ministerstwa Kultury i Dziedzictwa Narodowego oraz przedstawicieli władz Gorzowa Wielkopolskiego.
2 lipca 1997 roku na 740-lecie Gorzowa Wielkopolskiego w obecności Eberharda i Wolfharta Paukschów, wnuka i prawnuk fundatora fontanny, dokonano uroczystego odsłonięcia rzeźb.
W lipcu 2007 roku Gorzów Wielkopolski świętował 750-lecie istnienia miasta. Z tej okazji Poczta Polska wydała okolicznościowy znaczek pocztowy ukazujący fontannę.